# Gebhard Leberecht von Blücher
Pour les articles homonymes, voir Blücher.
 (février 2012).
Gebhard Leberecht von Blücher, prince de Wahlstatt, né le 16 décembre 1742 à Rostock dans le duché de Mecklembourg-Schwerin et mort le 12 septembre 1819 à Krieblowitz, est un général et feld-maréchal prussien qui commanda l'armée prussienne contre Napoléon Ier pendant la campagne d'Allemagne de 1813, la campagne de France de 1814 et enfin la campagne de Belgique qui s'achève victorieusement à la bataille de Waterloo le 18 juin 1815.
On a nommé en son honneur un croiseur cuirassé, lancé en 1908 et coulé en 1915, lors de la Première Guerre mondiale, ainsi qu'un croiseur lourd, lancé en 1937 et coulé en 1940, lors de la bataille du détroit de Drobak.

## Biographie
Blücher est issu de la vieille famille noble von Blücher. Son père est le maître de cavalerie hessois Christian Friedrich von Blücher (1696-1761). Sa mère est Dorothea Maria von Zülow (1702-1769), issue de la famille noble mecklembourgeoise von Zülow (de).
Blücher était cornette d'un régiment de hussards suédois pendant la guerre de Sept Ans, lorsqu'il fut fait prisonnier par les Prussiens en août 1760 au manoir de Galenbeck, et incorporé de force, dans les troupes de Frédéric le Grand. Devenu capitaine, il se fit remarquer par son courage et donna sa démission à l'occasion d'un passe-droit. Frédéric le Grand signa cette démission en ces termes : « le capitaine de Blücher est autorisé à quitter son poste, et il peut aller au diable si cela lui convient » (en allemand « der Rittmeister von Blücher kann sich zum Teufel scheren »).
Blücher, rappelé au service quinze ans après par Frédéric-Guillaume III, alla combattre sur le Rhin, où ses qualités militaires lui valurent bientôt le grade de général-major, puis de lieutenant-général. Il prit part aux guerres de la Révolution française et des premiers temps du Premier Empire, éprouva plusieurs échecs. Il était chef d'avant-garde à Auerstaedt et fut fait prisonnier à Lübeck (6 novembre 1806), après avoir défendu sa retraite de Iéna et d'Auerstaedt.
En 1813, quand la Prusse reprit la guerre contre Napoléon, il fut chargé du commandement des armées prussiennes pendant la campagne d'Allemagne. Commandant d'un corps d'armée, il subit de nouvelles défaites contre Napoléon à Lützen et Bautzen mais remporta la bataille de la Katzbach (26 août 1813) sur Macdonald et Sébastiani en tant que général en chef de l'armée de Silésie, et contribua à celle de Leipzig pour laquelle il fut fait feld-maréchal le 19 octobre.
Il fut l'un des premiers à entrer en France pendant la campagne de France (1814). Il combattit à Brienne où Napoléon Ier le battit mais sortit vainqueur à La Rothière et à Laon, deux batailles qui influèrent puissamment sur le sort de la campagne, et fut en récompense fait prince de Wahlstatt. Le 30 mars 1814, bien que malade et alité, il reçut le commandement nominal (le commandement effectif est laissé au général russe Wintzingerode) des troupes prussiennes et russes de l'armée de Silésie lors de la bataille de Paris, qui voit l'entrée des troupes coalisées dans la capitale française et marque la chute de l'Empire par la première abdication de Napoléon.
L'année suivante, en 1815, il se posta entre la Moselle et la Meuse et fut vaincu à Ligny ; il échappa de justesse à la capture par les Français, capture qui aurait pu avoir d’importantes conséquences pour la France. En effet, vers la fin de la bataille, le cheval de Blücher est tué, s'écroule sur lui et l'immobilise totalement, alors que les soldats français approchent. Mais la nuit tombée, les cavaliers français ne voient pas le vieux Prussien, qui est dégagé de son cheval par son fidèle aide de camp, le comte von Nostitz, resté près de lui après sa chute. À nouveau battu à Sombreffe et fidèle à ses habitudes, il préféra une retraite ordonnée face à un adversaire plus fort que lui et s'éloigna du front avec 34 000 soldats qui, bien qu'affaiblis, n'avaient pas trop souffert des combats. Vieux et fatigué après la bataille de Ligny, le général Blücher se retrouvait devant deux choix : soit partir vers Namur pour rejoindre l'Allemagne, soit contourner les Français en faisant marche vers Wavre pour éventuellement retrouver l'arrière-garde des troupes belges et néerlandaises. Après 24 heures, von Blücher fit le choix de marcher sur Wavre. Le 18 juin en fin d'après-midi, alerté par le son du canon de la bataille de Waterloo, il arriva en pleine bataille au moment où Wellington était sur le point de perdre pied. Vers 20 heures, les 34 000 soldats de Blücher déferlèrent sur les Français qui attendaient les renforts du maréchal Grouchy. Sa présence fut décisive.
Quelques jours plus tard, sous les murs de Paris, le pont du Pecq lui fut livré, et cette trahison lui assura une marche tranquille vers Paris ; il se montra intransigeant quant à la capitulation de la ville et voulait faire sauter le pont d'Iéna.
Blücher mourut le 12 septembre 1819 à Krieblowitz (aujourd'hui Krobielowice), en Silésie. Il avait 76 ans.

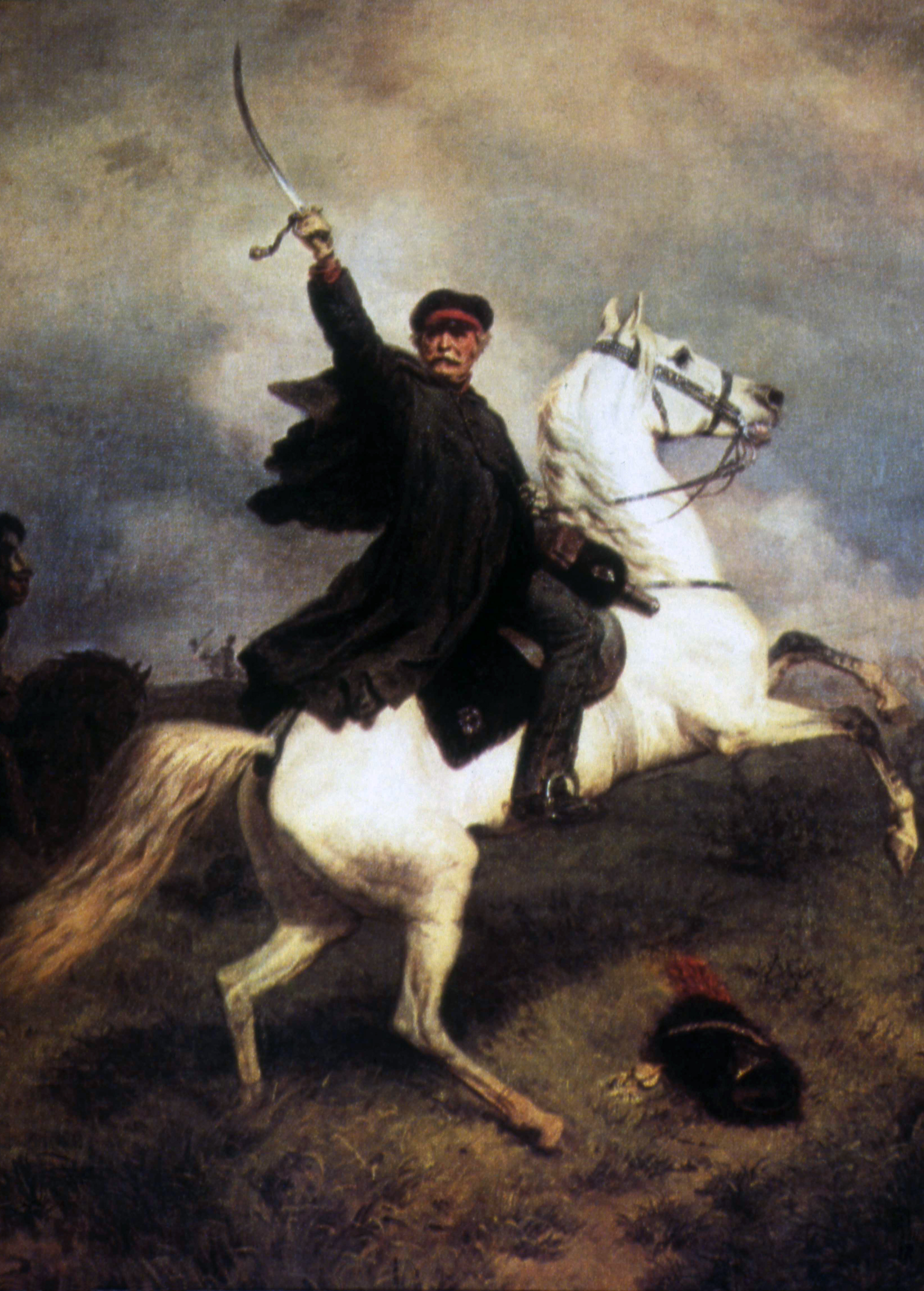
Le feld-maréchal de Blücher en 1815, par Emil Hünten (1863).

La tactique du feld-maréchal Blücher était d'assaillir l'ennemi avec impétuosité, se retirer lorsqu'il faisait une résistance trop opiniâtre, se rallier à quelque distance, suivre après ses mouvements, saisir la moindre faute ; fondre sur lui, le culbuter, lui enlever des prisonniers, se retirer rapidement. Cette tactique offensive lui a valu le surnom de Marschall Vorwärts (« maréchal en avant ») et a donné l'expression allemande « er geht ran wie Blücher (an der Katzbach) » (« il avançait comme Blücher (à la Katzbach) ») pour désigner une personne conduisant des actions très agressives, à la guerre notamment.

## Campagnes
- 1756-1760 : guerre de Sept Ans.
- 1760 : campagne de Poméranie (en tant que soldat suédois ; capturé par les Prussiens ; change de camp).
- 1787 : expédition en Hollande avec les hussards rouges.
- 1793-1794 : campagnes de France avec les hussards rouges.
- 1806 : Auerstedt, Poméranie, Berlin, Königsberg.
- 1813 : Lützen, Bautzen, Katzbach, Möckern, Leipzig.
- 1814 : Brienne, La Rothière, Champaubert, Vauchamps, Montmirail, Laon, Montmartre.
- 1815 : Ligny, Waterloo.

## Mariages et descendance
Blücher s'est marié à deux reprises. Le 21 juin 1773, il épouse Caroline-Amélie de Mehling (1756-1791), fille du colonel polonais Frédéric-Guillaume de Mehling et Bernardine de Bojanowska. Ils eurent sept enfants, dont :
- François (Franz (de)) Bernard Joachim (1778-1829), général prussien, marié à Bernardine de Sass ;
- Frédéric (Friedrich) Gebhardt Lebrecht (1780-1834), marié à Élisabeth de Conring ;
- Bernardine (Bernhardine ou Gebhardine) Frédérique (1786-1870), mariée à Adolphe de Schulenbourg en 1806, puis à Maximilien d'Assebourg (de) en 1814.

Il se remaria le 19 juillet 1795 avec Amélie (Amalie) von Colomb (1772-1850), fille de Peter Colomb (de) et Marie-Élisabeth Bacmeister, et cousine germaine de Marie-Elisabeth Colomb, la mère des frères Alexander et Wilhelm von Humboldt. Ils n'eurent pas d'enfants.